# Ligue Auvergne-Rhône-Alpes de football
La Ligue Auvergne-Rhône-Alpes de football est un organe fédéral dépendant de la Fédération française de football créé le 1er octobre 2016 et chargé d'organiser les compétitions de football au niveau de l'Auvergne-Rhône-Alpes.
Conséquence de la réforme territoriale des régions, le ministère de la Jeunesse et des Sports impose à la FFF de calquer l'échelon des Ligues de football sur celle des nouvelles régions. C'est ainsi que né la Ligue Auvergne-Rhône-Alpes issue de la fusion de la Ligue d'Auvergne et de la Ligue Rhône-Alpes.
La LAuRAFoot qui a son siège à Lyon compte actuellement onze districts calqués sur les départements de l'Ain, de l'Allier, du Cantal, de l’Isère, de la Loire, de la Haute-Loire, du Puy-de-Dôme, du Rhône, de la Savoie et de la Haute-Savoie ainsi que sur le regroupement des départements de la Drôme et de l'Ardèche. Le président de la Ligue est Bernard Barbet jusqu’au  29 janvier 2017, puis pour des raisons médicales, ils démissionne et passe le flambeau à Pascal Parent, le 2 décembre 2019.
La principale compétition organisée par la Ligue est le groupe Auvergne-Rhône-Alpes de National 3 qui donne le droit à son vainqueur de participer au National 2 ainsi que les trois échelons régionaux du football amateur masculin. La Ligue s'occupe également d'organiser les premiers tours de la Coupe de France de football ainsi que de gérer le football féminin, les compétitions de jeunes et le football diversifié au niveau régional.

## Histoire
En 2016, à la suite de la réforme territoriale, la FFF sous la pression du gouvernement oblige la Ligue Rhône-Alpes à absorber la Ligue d'Auvergne afin de calquer l'organisation du football amateurs sur les nouvelles régions administratives.
Après de nombreuses tractations entre les deux instances, la fusion est prononcée le 1er octobre 2016 à la suite des deux assemblées générales extraordinaires des deux anciennes ligues et donne ainsi naissance à la Ligue Auvergne-Rhône-Alpes de football. En attendant l'assemblée générale élective devant se tenir avant le 29 janvier 2017, c'est Bernard Barbet ancien président de la Ligue Rhône-Alpes qui prend la direction de la ligue durant la période de transition. Le siège social de la Ligue est positionné à Lyon.
Le 29 janvier 2017, Bernard Barbet est confirmé dans ses fonctions jusqu'en 2020.

## Structures de la Ligue

### Compétitions organisées
La LAuRAFoot organise les compétitions entre clubs à l'échelon de l'Auvergne-Rhône-Alpes, quelle que soit la catégorie d'âge.
| Compétitions masculines - Coupe de France (tours régionaux) - Régional 1 (3 groupes de 12 clubs) - Régional 2 (5 groupes de 12 clubs) - Régional 3 (11 groupes de 12 clubs) - Coupe LAuRAFoot - Coupe Gambardella (tours régionaux) - Régional 1 U20 (1 groupe de 12 clubs) - Régional 2 U20 (3 groupes de 14 clubs) - Régional 1 U18 (1 groupe de 14 clubs et 1 groupe de 13 clubs) - Régional 2 U18 (4 groupes de 13 clubs et 1 groupe de 12 clubs) - Régional 1 U16 (2 groupes de 14 clubs) - Régional 2 U16 (4 groupes de 12 clubs) - Régional 1A U15 (1 groupe de 11 clubs) - Régional 1B U15 (1 groupe de 11 clubs et 1 groupe de 10 clubs) - Régional 2 U15 (3 groupes de 11 clubs et 2 groupes de 10 clubs) - Régional 1A U14 (1 groupe de 11 clubs) - Régional 1B U14 (1 groupe de 11 clubs et 1 groupe de 10 clubs) | Compétitions féminines - Coupe de France (tours régionaux) - Régional 1 (2 groupes de 10 clubs) - Régional 2 (3 groupes de 10 clubs) - Coupe LAuRAFoot - Régional 1 U18 (1 groupe de 12 clubs) - Régional 2 U18 (2 groupes de 12 clubs) Autres types de compétitions - Coupe nationale de football d'entreprise (tours régionaux) - Régional 1 futsal (1 groupe de 12 clubs) - Régional 2 futsal (1 groupe de 14 clubs) - Coupe LAuRAFoot - Coupe de France de futsal (tours régionaux) - Championnat de France de Beach soccer (tours régionaux) |

### Sélections et équipes de la Ligue
Les ligues françaises de football ont le pouvoir de sélectionner des joueurs issus de leur championnats régionaux afin de créer une équipe régionale qui peut participer à des compétitions nationales et internationales.
La Ligue présente ainsi pour la première fois une équipe lors des éliminatoires de la l'édition 2016-2017 de la Coupe des régions de l'UEFA. Après être venu à bout de l'équipe de Méditerranée (2-0), de l'équipe d'Occitanie (4-0) et de l'équipe de Paris Île-de-France (3-0), triple tenante du titre, les Auvergnat-Rhônalpin chutent en finale nationale face à l'équipe de Normandie (0-1).

## Les clubs de la Ligue au niveau national

### Palmarès principal des clubs de la LAuRAFoot
Parmi les clubs de LAuRAFoot, seulement cinq clubs ont déjà évolué en première division.
Parmi-eux deux ont cependant marqué l'histoire du football français en remportant de nombreux titres nationaux, l'AS Saint-Étienne qui détient le record du nombre de titres de champion de France (10), mais qui a également remporté six coupes de France, une coupe de la Ligue, cinq trophées des champions et deux coupe Charles Drago et l'Olympique lyonnais qui remporte sept titres de champion de France consécutivement entre 2002 et 2008, cinq coupes de France, une coupe de la Ligue et sept trophées des champions.
Les trois autres clubs passés par la première division sont le Grenoble Foot qui y évolue durant quatre saisons, le Lyon OU qui n'y passe qu'une saison dans les années 1940 et enfin l'Évian Thonon Gaillard FC qui évolue en Ligue 1 de 2011 à 2015.
AS Saint-Étienne
Championnat de France (10 titres) : 1957*, 1964*, 1967*, 1968*, 1969*, 1970*, 1974*, 1975*, 1976* et 1981*
Coupe de France (6 titres) : 1962*, 1968*, 1970*, 1974*, 1975* et 1977*
Coupe de la Ligue (1 titre) : 2013*
Coupe Charles Drago (2 titres) : 1955* et 1958*
Challenge des champions (5 titres) : 1957*, 1962*, 1967*, 1968* et 1969*
Olympique lyonnais
Championnat de France (7 titres) : 2002*, 2003*, 2004*, 2005*, 2006*, 2007* et 2008*
Coupe de France (5 titres) : 1964*, 1967*, 1973*, 2008* et 2012*
Coupe de la Ligue (1 titre) : 2001*
Trophée des champions (7 titres) : 1973*, 2002*, 2003*, 2004*, 2005*, 2006* et 2007*
* Ces titres sont obtenus alors que les clubs sont affiliés à la Ligue Rhône-Alpes.
Domination de l'Auvergne-Rhône-Alpes depuis sa création en 2016
- De 2016 à 2023 : Club le mieux classé en division nationale.

### Clubs évoluant dans les divisions nationales
| \| Légende : Ligue 1 Ligue 2 National National 2 Olympique lyonnais AS Saint-Étienne Clermont Foot Grenoble Foot Football Bourg-en-Bresse Péronnas FC Villefranche Beaujolais FC Annecy Le Puy Foot 43 Auvergne GOAL FC Andrézieux-Bouthéon FC GFA Rumilly Vallières AS Saint-Priest \| Clubs évoluant dans des divisions nationales. |
| Légende : Ligue 1 Ligue 2 National National 2 Olympique lyonnais AS Saint-Étienne Clermont Foot Grenoble Foot Football Bourg-en-Bresse Péronnas FC Villefranche Beaujolais FC Annecy Le Puy Foot 43 Auvergne GOAL FC Andrézieux-Bouthéon FC GFA Rumilly Vallières AS Saint-Priest                                                     |

Vingt-quatre clubs de la région évoluent à un niveau national lors de la saison 2024-2025.
L'Olympique lyonnais et l'Association Sportive de Saint-Etienne évoluent en Ligue 1 McDonalds.
Le Grenoble Foot 38, le FC Annecy et le Clermont Foot 63 évoluent en Ligue 2 BKT.
Le Football Bourg-en-Bresse Péronnas 01 et le FC Villefranche Beaujolais évoluent en National.
Le Grand Ouest Association Lyonnaise FC, le Le Puy Foot 43 Auvergne, l'Andrézieux-Bouthéon FC, le GFA Rumilly Vallières et l'AS Saint-Priest évoluent en National 2.
L'AC Seyssinet, le Chambéry SF, le Chassieu Décines FC, le FC Bourgoin-Jallieu, le FC Chamalières, le FC Espaly, le FC Limonest DSD, Hauts Lyonnais, Lyon-La Duchère, Moulins-Yzeure Foot et le Thonon Evian GG FC évoluent en National 3.

### Principales équipes féminines
| \| Légende Division 1 Division 2 Division 3 Olympique lyonnais AS Saint-Étienne Thonon Évian Grand Genève FC Grenoble Foot Clermont Foot 63 Le Puy Foot 43 Auvergne Olympique de Valence \| Clubs féminins évoluant dans des divisions nationales. |
| Légende Division 1 Division 2 Division 3 Olympique lyonnais AS Saint-Étienne Thonon Évian Grand Genève FC Grenoble Foot Clermont Foot 63 Le Puy Foot 43 Auvergne Olympique de Valence                                                              |

Dix-sept clubs féminins de LAuRAFoot ont déjà atteint un niveau national, Division 1, Division 2 ou Division 3, depuis leur création en 1974 :
L'Olympique lyonnais évolue en Division 1 Arkéma et possède déjà de nombreux titres nationaux ainsi que huit titres de champion d'Europe. Ainsi que l'AS Saint-Étienne.
Le Thonon Évian Grand Genève FC évolue en Division 2.
Le Grenoble Foot 38, Le Puy Foot 43 Auvergne, l'FCF Valence et le Clermont Foot 63 évoluant en Division 3.
Le FC Aurillac-Arpajon, le Caluire FF 1968, le FC Félines Saint-Cyr, le CS Nivolas-Vermelle et l'AS Véore-Montoison qui évoluent aujourd'hui en division régionale ou départementale ont également connu la première et/ou la deuxième division.
Le RC Tournon Tain qui a évolué une saison en première division lors du Championnat de France 1991-1992 et l'AS Toussieu qui a évolué quatre saisons en première division et deux en seconde et dont les sections féminines n'existent plus aujourd'hui.
Palmarès national des clubs régionaux
Olympique lyonnais
Championnat de France (17 titres) : 2007*, 2008*, 2009*, 2010*, 2011*, 2012*, 2013*, 2014*, 2015*, 2016*, 2017, 2018, 2019, 2020, 2022, 2023, 2024
Coupe de France (9 titres) : 2003*, 2004*, 2008*, 2012*, 2013*, 2014*, 2015*, 2016*, 2017, 2019, 2020, 2023
Caluire FF 1968
Championnat de France de D2 (2 titres) : 1996*, 1998*
AS Saint-Étienne
Coupe de France (1 titre) : 2011*
FF Yzeure
Championnat de France de D2 (1 titre) : 2008**
* Ces titres sont obtenus alors que les clubs sont affiliés à la Ligue Rhône-Alpes.
** Ces titres sont obtenus alors que les clubs sont affiliés à la Ligue d'Auvergne.

### Principales équipes de jeunes
| \| Olympique lyonnais Fém. Football Bourg-en-Bresse Péronnas 01 AS Saint-Étienne Fém. Andrézieux-Bouthéon FC AS Saint-Priest FC Lyon Clermont Foot 63 Le Puy Foot 43 Auvergne FC Annecy Lyon-La Duchère Grenoble Foot Fém. Olympique de ValenceFém. \| Equipes de jeunes évoluant au niveau national |
| Olympique lyonnais Fém. Football Bourg-en-Bresse Péronnas 01 AS Saint-Étienne Fém. Andrézieux-Bouthéon FC AS Saint-Priest FC Lyon Clermont Foot 63 Le Puy Foot 43 Auvergne FC Annecy Lyon-La Duchère Grenoble Foot Fém. Olympique de ValenceFém.                                                     |

Championnat National U19
Le Clermont Foot 63, le Le Puy Foot 43 Auvergne, le Football Bourg-en-Bresse Péronnas 01, l'Olympique lyonnais et l'AS Saint-Étienne participent au Championnat National U19.
Championnat National U17
Le FC Lyon, le Football Bourg-en-Bresse Péronnas 01, le FC Annecy, l'Olympique lyonnais, l'Andrézieux-Bouthéon FC, l'AS Saint-Étienne, l'AS Saint-Priest, le Clermont Foot 63, Lyon-La Duchère et l'Olympique de Valence participent au Championnat National U17.
Championnat National U19 féminin
L'AS Saint-Étienne et l'Olympique lyonnais participent au Championnat National U19 féminin.
Palmarès national des équipes de jeunes régionales
Olympique lyonnais
Coupe Gambardella (3 titres) : 1971*, 1994*, 1997
Champion de France des moins de 18 ans (3 titres) : 1993*, 2000*, 2005*
Champion de France des moins de 16 ans (4 titres) : 1994*, 1995*, 2000*, 2004*
Champion de France des moins de 14 ans (2 titres) : 2005*, 2006*
Championnat de France cadets (2 titres) : 1977*, 1981*
Olympique lyonnais (féminines)
Challenge national féminin U19 (2 titres) : 2014*, 2015*
AS Saint-Étienne
Coupe Gambardella (4 titres) : 1963*, 1970*, 1998*, 2019*
Champion de France des moins de 17 ans (2 titres) : 1997*, 2013*
INF Vichy
Coupe Gambardella (3 titres) : 1970**, 1980**, 1988**
* Ces titres sont obtenus alors que les clubs sont affiliés à la Ligue Rhône-Alpes.
** Ces titres sont obtenus alors que les clubs sont affiliés à la Ligue d'Auvergne.

### Principaux clubs de football diversifié
Le football diversifié concernent les disciplines de tous les sports de balle au pied affiliés au sein de la FIFA. Localement elle concerne le Football entreprise, le futsal et le beach soccer.

#### Football entreprise
Il n'existe plus aujourd'hui de division nationale de Football Entreprise. Cependant, chaque année, les ligues ont la charge d'organiser une phase éliminatoire permettant d'envoyer un nombre de clubs défini par la FFF en phase finale (32e de finale) de la Coupe de France.

#### Futsal
Au niveau national, le futsal compte deux divisions au sein desquelles évoluent deux clubs régionaux. La section futsal du Vénissieux FC qui évolue en Division 2 pour la seconde saison consécutive et qui est rejoint par l'AS Martel Caluire promu lors de la saison précédente.
Il faut néanmoins noter que de nombreux clubs de la région aujourd'hui disparus ou retombés à des niveaux plus modestes, ont participé aux compétitions nationales depuis leur création, comme l'AS Charréard-Vénissieux, le FC Picasso Échirolles, le Lyon Footzik Futsal ou encore le Rhône Futsal Espoir.
Palmarès national des équipes de futsal
FC Picasso Échirolles
Championnat de France de D2 (1 titre) : 2014*
* Ces titres sont obtenus alors que les clubs sont affiliés à la Ligue Rhône-Alpes.

#### Beach soccer
Il n'existe pas aujourd'hui de division nationale de Beach soccer, chaque année les ligues ont la charge d'organiser une phase éliminatoire permettant d'envoyer un nombre de clubs défini par la FFF en demi-finales (16 équipes au total) puis finales (8 équipes au total).

## Clubs

### Palmarès
Le tableau des compétitions organisées par la Ligue n'étant pas encore connu, les palmarès ne sont pas clairement définis.
| Saison    | Groupe Auvergne-Rhône-Alpes de National 3                | Régional 1                                               | Coupe LAuRAFoot |
| --------- | -------------------------------------------------------- | -------------------------------------------------------- | --------------- |
| 2017-2018 | AS Saint-Étienne rés.                                    | AS Moulins, ES Vallières                                 | FC Salaise      |
| 2018-2019 | FC Chamalières                                           | Le Puy Foot rés., Hauts Lyonnais                         | Feyzin CBE      |
| 2019-2020 | GFA Rumilly-Vallières                                    | AS Moulins, Thonon Évian FC                              |                 |
| 2020-2021 | Compétition annulée en raison de la pandémie de Covid-19 | Compétition annulée en raison de la pandémie de Covid-19 |                 |
| 2021-2022 | Thonon Évian Grand Genève FC                             | AS Domérat, US Fleurs                                    |                 |

| Saison    | Régional 1                                      | Coupe LAuRAFoot |  |
| --------- | ----------------------------------------------- | --------------- |  |
| 2017-2018 | Compétition non organisées lors de cette saison | Grenoble Foot   |  |
| 2018-2019 | 0                                               |                 |  |